# Þórhildur Sunna Ævarsdóttir
Þórhildur Sunna Ævarsdóttir (født 6. maj 1987 i Akranes) er en islandsk politiker, jurist og journalist, der repræsenterer Piratpartiet.
Hun har en Master of Laws fra universitet i Utrecht i international menneskeret og strafferet. Efter afsluttede studier var hun praktikant hos Den Internationale Straffedomstol i Haag, udførte juridisk pro bono arbejde og arbejdede som freelancejournalist for de islandske netmedier kvennabladid.is og grapevine.is.
Fra 2016–17 var Þórhildur formand for Piratpartiet, hvilket er en organisatorisk post; partiet har kollektiv ledelse. Hun blev valgt til Altinget i 2016 for Sydvestkredsen. I 2017 valgtes hun til talsmand for Piratpartiet, en position der gør hende til partiets ansigt udadtil.